# Asociación de Clubes de Básquetbol

La Asociación de Clubes de Básquetbol (AdC) è l'associazione delle società di pallacanestro argentine che gestisce la Liga Nacional de Básquet (LNB), ovvero l'insieme dei principali tornei professionistici nazionali.
Gode della completa autonomia rispetto alla Federazione nazionale anche se, nello stilare i propri calendari, deve tener conto delle esigenze della Nazionale. Organizza i tornei della Liga Nacional de Básquet, svolgendo attività di sviluppo e controllo.
È stata fondata il 20 aprile del 1985. Ha sede a Buenos Aires e il presidente è Eduardo Bazzi.
La ADC organizza i tornei nazionali di pallacanestro maschile in Argentina, che comprendono in totale due categorie: la categoria superiore è la "Liga A", conosciuta popolarmente come Liga Nacional de Básquet. Al di sotto della Liga Nacional si trova La Liga Argentina, precedentemente conosciuta come Torneo Nacional de Ascenso, che nel 1992 ha sostituito la "Liga B" come seconda divisione del basket nazionale.
La ADC si occupa anche dell'organizzazione dei tornei di pallacanestro femminile della Liga Femenina, oltre a un torneo dedicato alle categorie giovanili dei club della "Liga A", noto come Liga de Desarrollo.